# Chief Santos Football Club
Maillots
Chief Santos Football Club est un club de football namibien créé en 1963 à Tsumeb. Il évolue dans les divisions inférieures du football namibien.

## Histoire
Le club de Chief Santos est fondé à Tsumeb en 1963 sous le nom de Etosha Lions FC.
C'est l'un des clubs fondateurs du championnat national, créé en 1991. Il a participé à toutes les éditions jusqu'en 2006, année de sa première relégation. Chief Santos fait un retour d'une seule année, lors de la saison 2008-2009. Le club compte à son palmarès deux titres de champion de Namibie et quatre Coupes nationales.
Ces succès ont permis à la formation de Tsumeb de participer à plusieurs reprises aux compétitions continentales, sans y briller. Il n'est en effet jamais parvenu à y passer un tour, en quatre participations.
L'international namibien Gervatius Uri Khob a porté les couleurs du club dans les années 1990.

## Palmarès
- Championnat de Namibie (2)
  - Vainqueur en 1993 et 2003

- Coupe de Namibie (4)
  - Vainqueur en 1991, 1998, 1999 et 2000